# Richard Liebreich

Richard Liebreich

Richard Liebreich (* 30. Juni 1830 in Königsberg; † 19. Januar 1917 in Paris) war ein deutscher Physiologe und Pionier auf dem Gebiet der Augenheilkunde.

## Leben
Liebreich studierte in Berlin Medizin und promovierte 1853 in Halle. Nach einer Zeit bei Frans Cornelis Donders in Utrecht und Ernst Brücke in Berlin, arbeitete er als Assistenzarzt von 1854 bis 1862 bei Albrecht von Graefe in Berlin. In dieser Zeit verfasste Liebreich mehrere Forschungsarbeiten, beispielsweise die erste größere Studie zum Usher-Syndrom, und konstruierte eine damals sehr gebräuchliche Form des Augenspiegels, der sogenannte „Liebreich-Augenspiegel“, ein großer feststehender, auch „Großer Liebreich“ genanannter Spiegel.
In Berlin fertigte er auch die Farbtafeln für seinen „Atlas der Ophthalmoskopie“ an, der im Jahre 1863 erschien und große Anerkennung fand. Darin enthalten ist auch die erste Darstellung des Augenhintergrunds. Dessen Darstellung mit Hilfe der Fotografie war ihm bereits im Jahre 1858 gelungen, indem er einen Hohlspiegel mit einem Loch in der Mitte versah und darin das Objektiv einer Kamera dreh- und verschiebbar anbrachte. Der Hohlspiegel wurde von der Seite so beleuchtet, dass das Licht durch die weitgestellte Pupille fiel. Mit einer Mattscheibe konnte das Bild kontrolliert und scharfgestellt werden, anschließend wurde es mit einer Fotoplatte aufgenommen.
Richard Liebreich ließ sich 1862 in Paris nieder und praktizierte dort mit großem Erfolg, unter anderem durch eine gelungene Operation an der Schwiegermutter von Kaiser Napoléon III. Im Jahr 1865 wurde er zum Mitglied der Leopoldina gewählt.
Im Zusammenhang mit dem Deutsch-Französischen Krieg siedelte er 1870 nach London über und übernahm dort bis 1878 die Leitung der Augenabteilung des St Thomas’ Hospitals. Er kehrte wieder nach Paris zurück, unterhielt dort noch für einige Zeit eine Privatpraxis und zog sich dann ganz vom Berufsleben zurück, um sich in der École des Beaux-Arts als Künstler zu betätigen. Am 19. Januar 1917 starb er in Paris.
Richard Liebreich war der ältere Bruder des Pharmakologen Oskar Liebreich und Schwager des Malers Gustav Graef.

## Schriften (Auswahl)
- Abkunft aus Ehen unter Blutsverwandten als Grund von Retinitis pigmentosa. Dtsch.Klin. 1861; 13: 53
- Atlas der Ophthalmoscopie – Atlas d’Ophthalmoscopie. Darstellung des Augenhintergrundes im gesunden und krankhaften Zustande. Paris (Bailliére), Berlin (Hirschwald), 1863